# 島田ガス
- 島田ガス
- 島田瓦斯

島田ガス株式会社（しまだガス、英: SHIMADA GAS CO.,LTD.、登記上の商号: 島田瓦斯株式会社）は、静岡県島田市を供給区域とする都市ガス事業者。
ガスは静岡ガスグループの清水エル・エヌ・ジーから静岡ガス、東海ガスを経由して供給を受け、市内の需要家に供給している。
本社所在地は静岡県島田市横井4丁目16-32。供給ガスは天然ガス（13A:熱量45MJ）。2007年12月末現在の供給戸数は4,568戸。

## 沿革
- 1957年2月 ‐ 設立。
- 1957年10月 ‐ 営業を開始。
- 1960年9月 ‐ LPガス販売を開始。
- 2004年9月 ‐ 供給ガスを熱量29.30235MJから、13A:熱量46MJへ変更する天然ガス・高カロリー化転換を完了。
- 2005年9月 ‐ 供給ガスを熱量46MJから45MJへ変更する。
- 2018年3月 ‐ 静岡ガスが株式を追加取得し、連結子会社化。